# Tameka Yallop
Tameka Yallop, née Butt le 16 octobre 1991 à Orange, est une footballeuse internationale australienne évoluant au poste de milieu offensive avec le club du Brisbane Roar FC.

## Biographie

### Parcours en équipe nationale

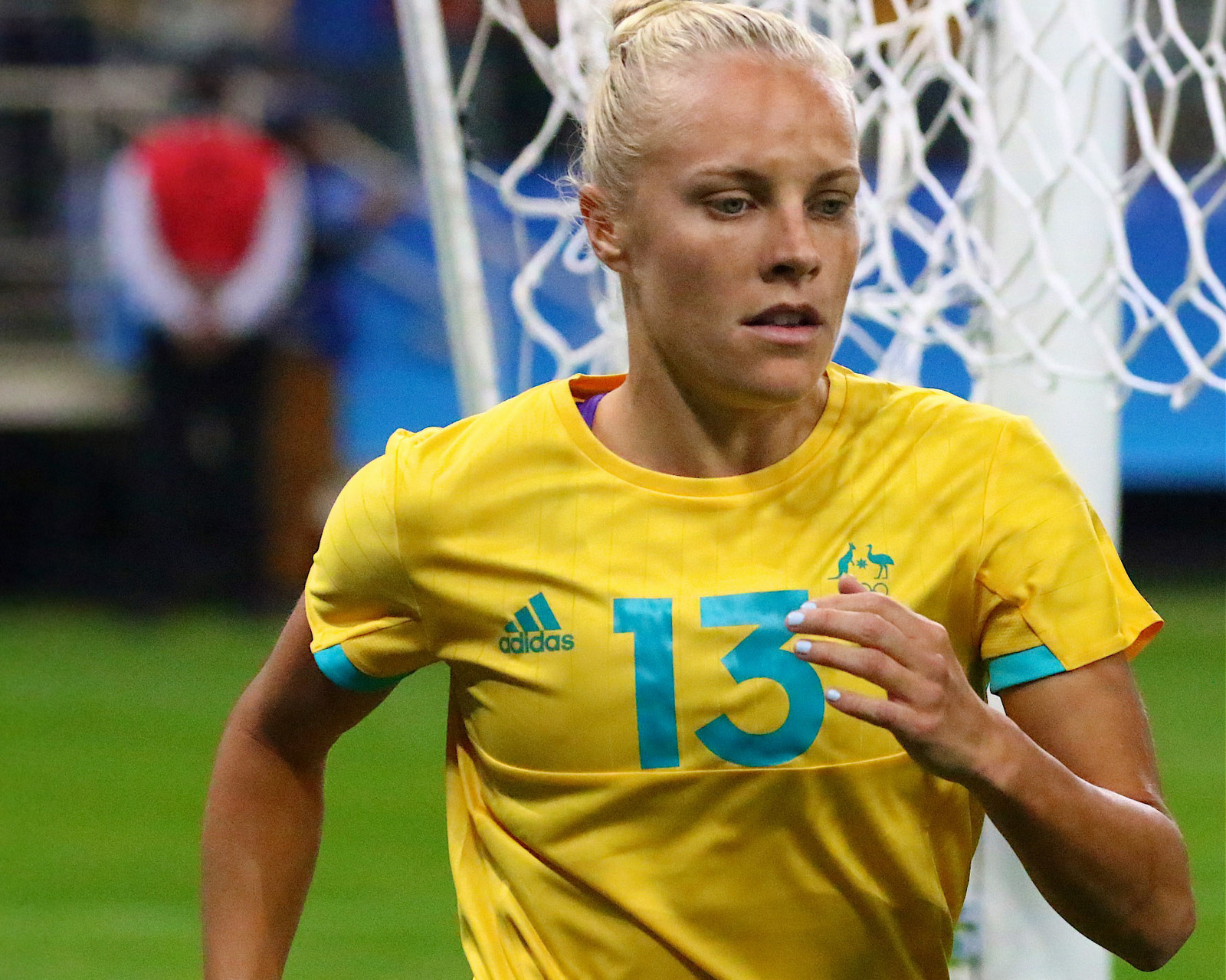
Yallop aux JO 2016

Elle intègre l'équipe première de la sélection nationale la même année qu'elle joue avec l'équipe des U-17 et des U-20. Elle est capitaine de l'équipe des U-20.
Elle marque son premier but avec la sélection en 2007 face à Hong Kong (victoire 8-1) dans le cadre du tournoi qualificatif aux Jeux olympiques de 2008.
En 2008, elle remporte avec l'Australie le Championnat d'Asie du Sud-Est. En 2010, elle remporte la Coupe d'Asie des nations. Elle participe également à la l'édition 2018.
Elle participe aux Coupes du monde 2011, 2015 et 2019.
Elle a participé aux Jeux olympiques de 2016.

## Palmarès

### En sélection
- Vainqueur du Championnat d'Asie du Sud-Est 2008
- Vainqueur de la Coupe d'Asie 2010
- Finaliste de la Coupe d'Asie 2018
- Vainqueur du Tournoi des nations 2017

### En club

#### AvecBrisbane Roar
- Première saison régulière (3) (2008-2009, 2012-2013, 2017-2018)
- Champions Grand Final (2) (2008-2009, 2010-2011)

### Distinctions personnelles
- Prix Julie Dolan Medal (2014) récompensant la joueuse de l'année[2].

## Vie privée
Elle se marie le 9 février 2019 avec Kirsty Yallop sa partenaire de club et ancienne internationale néo-zélandaise,.